# Liste der Baudenkmäler in Riffian
Die Liste der Baudenkmäler in Riffian (italienisch Rifiano) enthält die neun als Baudenkmäler ausgewiesenen Objekte auf dem Gebiet der Gemeinde Riffian in Südtirol.
Basis ist das im Internet einsehbare offizielle Verzeichnis der Baudenkmäler in Südtirol. Dabei kann es sich beispielsweise um Sakralbauten, Wohnhäuser, Bauernhöfe und Adelsansitze handeln. Die Reihenfolge in dieser Liste orientiert sich an der Bezeichnung, alternativ ist sie auch nach der Adresse oder dem Datum der Unterschutzstellung sortierbar.

## Liste
| Foto |                 | Bezeichnung                                                                            | Standort                     | Eintragung                   | Beschreibung                  | Metadaten                                      |
| ---- | --------------- | -------------------------------------------------------------------------------------- | ---------------------------- | ---------------------------- | ----------------------------- | ---------------------------------------------- |
| ja   | Datei hochladen | Merzngut ID: 16690                                                                     | 46° 42′ 8″ N, 11° 10′ 51″ O  | 17. Juni 1981 (BLR-LAB 3402) | Ländliches Wohnhaus/Bauernhof | KG: Riffian Bauparzelle: 61                    |
| ja   | Datei hochladen | Mesnerhaus ID: 16687                                                                   | 46° 42′ 26″ N, 11° 10′ 58″ O | 17. Juni 1981 (BLR-LAB 3402) | Ländliches Wohnhaus/Bauernhof | KG: Riffian Bauparzelle: 39, 40                |
| ja   | Datei hochladen | Mitterögg-Hof ID: 50545                                                                | 46° 42′ 32″ N, 11° 11′ 10″ O | 6. Dez. 2010 (BLR-LAB 1994)  | Ländliches Wohnhaus/Bauernhof | KG: Riffian Bauparzelle: 80                    |
| ja   | Datei hochladen | Oberwirt ID: 16685                                                                     | 46° 42′ 9″ N, 11° 10′ 48″ O  | 14. Apr. 1950 (MD)           | Ländliches Wohnhaus/Bauernhof | KG: Riffian Bauparzelle: 25/1                  |
| ja   | Datei hochladen | Pfarrkirche zur Schmerzhaften Muttergottes mit Friedhofskapelle und Friedhof ID: 16688 | 46° 42′ 27″ N, 11° 10′ 59″ O | 17. Juni 1981 (BLR-LAB 3402) | Kirche                        | KG: Riffian Bauparzelle: 41 Grundparzelle: 242 |
| ja   | Datei hochladen | Pfarrwidum ID: 16686                                                                   | 46° 42′ 26″ N, 11° 10′ 58″ O | 17. Juni 1981 (BLR-LAB 3402) | Widum/Kanonikerhaus           | KG: Riffian Bauparzelle: 36                    |
| ja   | Datei hochladen | Rössl ID: 16689                                                                        | 46° 42′ 30″ N, 11° 10′ 55″ O | 17. Juni 1981 (BLR-LAB 3402) | Ländliches Wohnhaus/Bauernhof | KG: Riffian Bauparzelle: 42                    |
| BW   | Datei hochladen | St.-Johannes-Nepomuk-Kapelle in Vernuer ID: 16691                                      | 46° 43′ 35″ N, 11° 10′ 54″ O | 17. Juni 1981 (BLR-LAB 3402) | Kirche                        | KG: Riffian Bauparzelle: 125                   |
| ja   | Datei hochladen | Wetzlgut (Thurn) ID: 16684                                                             | 46° 42′ 6″ N, 11° 10′ 49″ O  | 14. Apr. 1950 (MD)           | Ländliches Wohnhaus/Bauernhof | KG: Riffian Bauparzelle: 16                    |

Falls bei einem Baudenkmal keine Koordinaten bekannt sind, werden ersatzweise die Katasterdaten zum Zeitpunkt der Unterschutzstellung angegeben. Diese sind weder offiziell noch zwingend aktuell.
Die vom Landesdenkmalamt übernommenen Adressen können veraltet sein.
| Foto:   | Fotografie des Denkmals. Klicken des Fotos erzeugt eine vergrößerte Ansicht. Daneben finden sich zwei Symbole: |
| ID      | Identifikator beim Südtiroler Landesdenkmalamt                                                                 |
| KG      | Katastralgemeinde                                                                                              |
| MD      | Ministerialdekret                                                                                              |
| BLR-LAB | Beschluss der Landesregierung – Landesausschussbeschluss                                                       |